# برگ‌انجیری (سرده)
برگ‌انجیری یا مونسترا (انگلیسی: Monstera) سرده‌ای از گیاهان گلدار با حدود ۵۰ گونهٔ مختلف است که همگی از خانوادهٔ گل‌شیپوریان و بومی نواحی گرمسیر قاره آمریکا هستند.